# Município Nóqui
Município Nóqui är en kommun i Angola.   Den ligger i provinsen Zaire, i den nordvästra delen av landet, 300 km norr om huvudstaden Luanda.
I omgivningarna runt Município Nóqui växer huvudsakligen savannskog. Runt Município Nóqui är det mycket glesbefolkat, med 7 invånare per kvadratkilometer.